# 63. Oscar-gála
A 63. Oscar-gálán az Amerikai Filmművészetek és Filmtudományok Akadémiája (AMPAS) az 1990-es év legjobb filmjeit és filmeseit értékelte. A ceremónia 1991. március 25-én volt, az Akadémia összesen huszonhárom kategóriában osztott ki díjakat.
A legtöbb, hét díjat a Farkasokkal táncoló című westernfilm vitte el, köztük a legjobb filmnek járó díjat is. A legjobb női főszereplő Kathy Bates (Tortúra), a legjobb női mellékszereplő Whoopi Goldberg (Ghost) lett. A legjobb férfi főszereplőnek járó díjat Jeremy Irons (A szerencse forgandó) vehette át, a legjobb férfi mellékszereplő díjat Joe Pesci (Nagymenők) kapta meg.

## Díjazottak
| Kategória                     | Győztes                    |                                                                          |
| ----------------------------- | -------------------------- | ------------------------------------------------------------------------ |
| Legjobb film                  | Farkasokkal táncoló        | Jim Wilson, Kevin Costner                                                |
| Legjobb férfi főszereplő      | Jeremy Irons               | A szerencse forgandó                                                     |
| Legjobb női főszereplő        | Kathy Bates                | Tortúra                                                                  |
| Legjobb férfi mellékszereplő  | Joe Pesci                  | Nagymenők                                                                |
| Legjobb női mellékszereplő    | Whoopi Goldberg            | Ghost                                                                    |
| Legjobb rendező               | Kevin Costner              | Farkasokkal táncoló                                                      |
| Legjobb eredeti forgatókönyv  | Ghost                      | Bruce Joel Rubin                                                         |
| Legjobb adaptált forgatókönyv | Farkasokkal táncoló        | Michael Blake                                                            |
| Legjobb fényképezés           | Farkasokkal táncoló        | Dean Semler                                                              |
| Legjobb vágás                 | Farkasokkal táncoló        | Neil Travis                                                              |
| Legjobb látványtervezés       | Dick Tracy                 | Richard Sylbert, Rick Simpson                                            |
| Legjobb kosztümtervező        | Cyrano de Bergerac         | Franca Squarciapino                                                      |
| Legjobb smink/maszk           | Dick Tracy                 | John Caglione, Jr., Doug Drexler                                         |
| Legjobb eredeti filmzene      | Farkasokkal táncoló        | John Barry                                                               |
| Legjobb eredeti betétdal      | Dick Tracy                 | „Sooner or Later (I Always Get My Man)”                                  |
| Legjobb hang                  | Farkasokkal táncoló        | Russell Williams II, Jeffrey Perkins, Bill W. Benton, Gregory H. Watkins |
| Legjobb hangvágás             | Vadászat a Vörös Októberre | Cecelia Hall, George Watters II                                          |
| Legjobb képi effektusok       | Total Recall – Az emlékmás | Eric Brevig, Rob Bottin, Tim McGovern, Alex Funke                        |
| Legjobb idegen nyelvű film    | A remény útja              | Svájc                                                                    |
| Legjobb dokumentumfilm        | American Dream             | Barbara Kopple, Arthur Cohn                                              |
| Legjobb rövid dokumentumfilm  | Days of Waiting            | Steven Okazaki                                                           |
| Legjobb animációs rövidfilm   | Állatállapot               | Nick Park                                                                |
| Legjobb rövidfilm             | The Lunch Date             | Adam Davidson                                                            |

## Kategóriák és jelöltek

### Legjobb film
Farkasokkal táncoló (Jim Wilson, Kevin Costner)
- Ébredések (Walter F. Parkes, Lawrence Lasker)
- Ghost (Lisa Weinstein)
- A Keresztapa III. (Francis Ford Coppola)
- Nagymenők (Irwin Winkler)

### Legjobb színész
Jeremy Irons (A szerencse forgandó)
- Robert De Niro (Ébredések)
- Gérard Depardieu (Cyrano de Bergerac)
- Kevin Costner (Farkasokkal táncoló)
- Richard Harris (A rét)

### Legjobb színésznő
Kathy Bates (Tortúra)
- Anjelica Huston (Svindlerek)
- Joanne Woodward (Mr. & Mrs. Bridge)
- Meryl Streep (Képeslapok a szakadékból)
- Julia Roberts (Micsoda nő!)

### Legjobb mellékszereplő színész
Joe Pesci (Nagymenők)
- Graham Greene (Farkasokkal táncoló)
- Al Pacino (Dick Tracy)
- Andy García (A Keresztapa III.)
- Bruce Davison (Longtime Companion)

### Legjobb mellékszereplő színésznő
Whoopi Goldberg (Ghost)
- Mary McDonnell (Farkasokkal táncoló)
- Lorraine Bracco (Nagymenők)
- Annette Bening (Svindlerek)
- Diane Ladd (Veszett a világ)

### Legjobb rendező
Kevin Costner (Farkasokkal táncoló)
- Francis Ford Coppola (A Keresztapa III.)
- Martin Scorsese (Nagymenők)
- Stephen Frears (Svindlerek)
- Barbet Schroeder (A szerencse forgandó)

### Legjobb eredeti forgatókönyv
Ghost (Bruce Joel Rubin)
- Alice (Woody Allen)
- Avalon (Barry Levinson)
- Zöld kártya (Peter Weir)
- Metropolitan (Whit Stillman)

### Legjobb adaptált forgatókönyv
Farkasokkal táncoló (Michael Blake)
- Ébredések (Steven Zaillian)
- Nagymenők (Nicholas Pileggi, Martin Scorsese)
- Svindlerek (Donald E. Westlake)
- A szerencse forgandó (Nicholas Kazan)

### Legjobb fényképezés
Farkasokkal táncoló (Dean Semler)
- Avalon (Allen Daviau)
- Dick Tracy (Vittorio Storaro)
- A Keresztapa III. (Gordon Willis)
- Henry és June (Philippe Rousselot)

### Legjobb vágás
Farkasokkal táncoló (Neil Travis)
- Ghost (Walter Murch)
- A Keresztapa III. (Barry Malkin, Lisa Fruchtman, Walter Murch)
- Nagymenők (Thelma Schoonmaker)
- Vadászat a Vörös Októberre (Dennis Virkler, John Wright)

### Legjobb látványtervezés
Dick Tracy (Richard Sylbert, Rick Simpson)
- Cyrano de Bergerac (Ezio Frigerio, Jacques Rouxel)
- Farkasokkal táncoló (Jeffrey Beecroft, Lisa Dean)
- A Keresztapa III. (Dean Tavoularis, Gary Fettis)
- Hamlet (Dante Ferretti, Francesca Lo Schiavo)

### Legjobb kosztümtervező
Cyrano de Bergerac (Franca Squarciapino)
- Avalon (Gloris Gresham)
- Farkasokkal táncoló (Elsa Zamparelli)
- Dick Tracy (Milena Canonero)
- Hamlet (Maurizio Millenotti)

### Legjobb smink/maszk
Dick Tracy (John Caglione, Jr., Doug Drexler)
- Cyrano de Bergerac (Michèle Burke, Jean-Pierre Eychenne)
- Ollókezű Edward (Ve Neill, Stan Winston)

### Legjobb eredeti filmzene
Farkasokkal táncoló (John Barry)
- Avalon (Randy Newman)
- Ghost (Maurice Jarre)
- Havanna (Dave Grusin)
- Reszkessetek, betörők! (John Williams)

### Legjobb eredeti betétdal
Dick Tracy – Stephen Sondheim: „Sooner or Later (I Always Get My Man)”
- A Keresztapa III. – Carmine Coppola, John Bettis: „Promise Me You'll Remember”
- Reszkessetek, betörők! – John Williams, Leslie Bricusse: „Somewhere in My Memory”
- Képeslapok a szakadékból – Shel Silverstein: „I'm Checkin' Out”
- A vadnyugat fiai 2. – Jon Bon Jovi: „Blaze of Glory”

### Legjobb hang
Farkasokkal táncoló (Russell Williams II, Jeffrey Perkins, Bill W. Benton, Gregory H. Watkins)
- Mint a villám (Charles M. Wilborn, Donald O. Mitchell, Rick Kline, Kevin O'Connell)
- Dick Tracy (Thomas Causey, Chris Jenkins, David E. Campbell, Doug Hemphill)
- Vadászat a Vörös Októberre (Richard Bryce Goodman, Richard Overton, Kevin F. Cleary, Don J. Bassman)
- Total Recall – Az emlékmás (Nelson Stoll, Michael J. Kohut, Carlos DeLarios, Aaron Rochin)

### Legjobb hangvágás
Vadászat a Vörös Októberre (Cecelia Hall, George Watters II)
- Egyenesen át (Charles L. Campbell, Richard C. Franklin)
- Total Recall – Az emlékmás (Stephen Hunter Flick)

### Legjobb képi effektusok
(Special Achievement Award)
Total Recall – Az emlékmás (Eric Brevig, Rob Bottin, Tim McGovern, Alex Funke)

### Legjobb idegen nyelvű film
A remény útja (Svájc)
- Cyrano de Bergerac (Franciaország)
- Judou (Kína)
- Nyitott ajtók  (Olaszország)
- Das schreckliche Mädchen (Németország)

### Legjobb dokumentumfilm
American Dream (Barbara Kopple, Arthur Cohn)
- Berkeley in the '60s (Mark Kitchell)
- Building Bombs (Mark Mori, Susan Robinson)
- Forever Activists: Stories from the Veterans of the Abraham Lincoln Brigade (Judith Montell)
- Waldo Salt: A Screenwriter's Journey (Robert Hillmann, Eugene X)

### Legjobb rövid dokumentumfilm
Days of Waiting (Steven Okazaki)
- Burning Down Tomorrow (Kit Thomas)
- Chimps: So Like Us (Karen Goodman, Mark Simon)
- Journey Into Life: The World of the Unborn (Dr. Derek Bromhall)
- Rose Kennedy: A Life to Remember (Freida Lee Mock, Terry Sanders)

### Legjobb animációs rövidfilm
Állatállapot (Nick Park)
- Cavallette (Bruno Bozzetto)
- Wallace és Gromit - A nagy sajttúra (Nick Park)

### Legjobb rövidfilm
The Lunch Date (Adam Davidson)
- 12:01 PM (Hillary Anne Ripps, Jonathan Heap)
- Senzeni Na? (Bernard Joffa, Anthony E. Nicholas)
- Bronx Cheers (Raymond De Felitta, Matthew Gross)
- Dear Rosie (Peter Cattaneo, Barnaby Thompson)

## Végső eredmény
(Győzelem/jelölés)
| 7/12 | Farkasokkal táncoló        |
| 3/7  | Dick Tracy                 |
| 2/5  | Ghost                      |
| 1/6  | Nagymenők                  |
| 1/3  | Vadászat a Vörös Októberre |
| 1/3  | A szerencse forgandó       |
| 1/3  | Total Recall – Az emlékmás |
| 1/2  | Cyrano de Bergerac         |
| 1/1  | Tortúra                    |